# Richard Price (filosofo)
Richard Price (1723 – 1791) è stato un filosofo britannico.

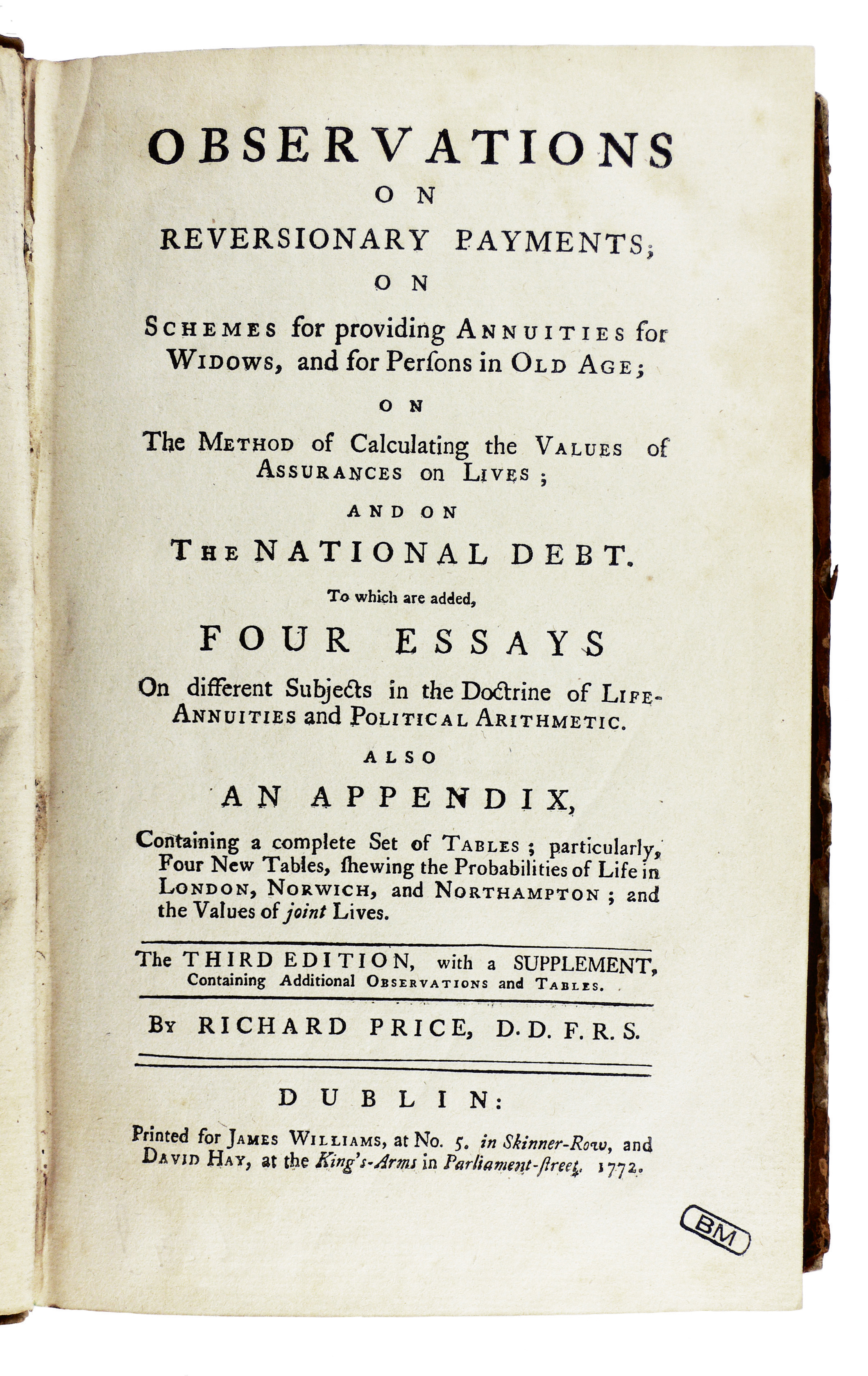
Observations on reversionary payments, 1772 (Milano, Fondazione Mansutti).

Nato in Galles, fin da giovane si appassiona alla matematica, per poi ampliare le proprie competenze alla filosofia e alla politica. Appartenente a una famiglia di calvinisti praticanti, nel 1758 diventa pastore, pur dedicandosi allo studio delle scienze, e poi Ministro della Chiesa dei Razionali Dissidenti (un ramo minoritario dei Dissenzienti inglesi). Viene ammesso alla Royal Society su indicazione di Benjamin Franklin e diventa attuario nel 1765 per la Society for Equitable Assurances, occupandosi delle tariffe di reversibilità e dei dati demografici per stabilire la durata di vita media residua alle diverse età. Insieme al nipote William Morgan, prepara delle tavole di mortalità - note come tavole di Northampton, dal nome della parrocchia All Saints' di Northampton - basate sui dati dal 1741 dei battezzati e dei morti, divisi per genere. Le tavole furono utilizzate dalle compagnie assicurative per oltre mezzo secolo. Le sue analisi sono raccolte in Observations on reversionary payments (1771), già sintesi di due lavori precedenti. I suoi studi evidenziavano che non vi era motivo di richiedere premi assicurativi più elevati per le donne, poiché la loro speranza di vita era superiore a quella maschile, e che era indispensabile sottoporre gli utenti a una visita medica preventiva per valutarne meglio i rischi. Il matematico inglese Edward Hulley, nelle sue Tables showing the values of annuities and assurances upon lives of equal ages (1828), raccolse e analizzò le tavole di Northampton di Price, confrontandole con le tavole di William Morgan e del regno di Svezia.
Nel 1784 conosce Mary Wollstonecraft di cui diventa amico e mentore.
Price partecipa anche al piano per ridurre il debito pubblico e per riformare il Parlamento inglese. Presenta due progetti di assicurazione sociale d'invalidità e vecchiaia però respinti dalla Camera dei Lords. Infine, si schiera con gli americani nella Guerra d'indipendenza e della Francia rivoluzionaria.